# McLaren MP4/5B
Chronologie des modèles (1990)
McLaren MP4/5 McLaren MP4/6
La McLaren MP4/5B est la monoplace de Formule 1 engagée par l'écurie britannique McLaren Racing dans le cadre de la saison 1990 de Formule 1. Conçue par Neil Oatley, elle est pilotée par le Brésilien Ayrton Senna, présent dans l'écurie depuis 1988, et l'Autrichien Gerhard Berger, en provenance de la Scuderia Ferrari. La MP4/5B est équipée d'un moteur V10 Honda.

## Historique

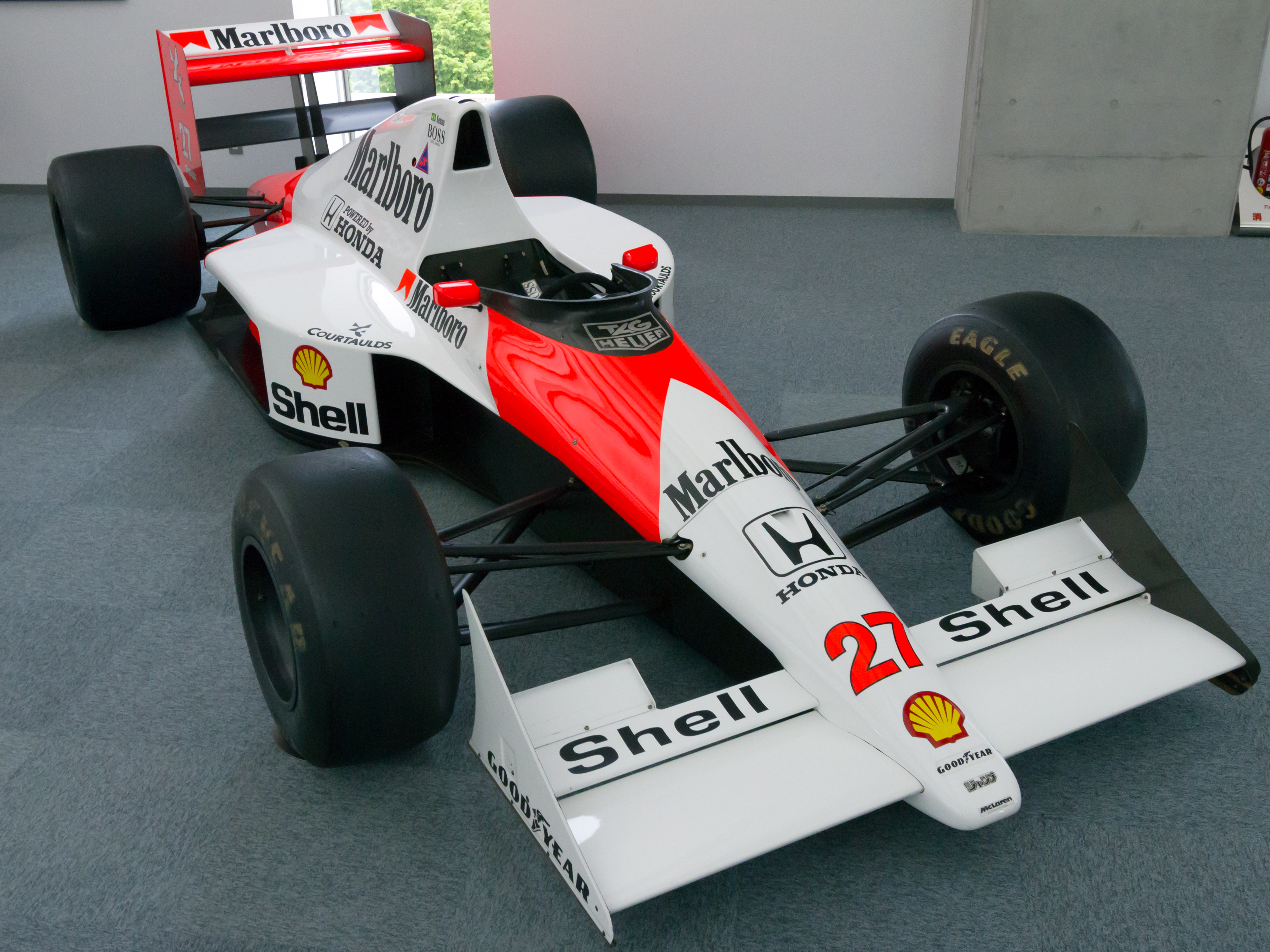
La McLaren MP4/5B d'Ayrton Senna exposée au Honda Collection Hall.

La saison commence aux États-Unis où Berger réalise la pole position. En course, l'Autrichien heurte un mur de pneus, sans gravité pour sa monoplace mais est dernier jusqu'à son abandon au quarante-quatrième tour sur un problème d'embrayage. Senna, parti cinquième, remonte à la seconde place dès le premier tour et se bagarre avec la Tyrrell 018 de Jean Alesi qu'il dépasse au trente-quatrième tour pour remporter la course,.
Au Brésil, Senna obtient la pole position et conserve la tête de l'épreuve jusqu'au quarante-et-unième tour, où il percute la Tyrrell de Satoru Nakajima à qui il allait prendre un tour. Le Brésilien rentre aux stands pour faire réparer son aileron avant et repart troisième, place qu'il occupe à l'arrivée. Berger, parti deuxième, conserve cette position et termine derrière le vainqueur Alain Prost,.
Senna et Berger occupent la première ligne du Grand Prix de Saint-Marin mais le Brésilien abandonne au troisième tour sur un problème de jante tandis que son coéquipier termine deuxième,. Ayrton Senna obtient la pole position et la victoire lors des deux manches suivantes, à Monaco et au Canada ; son coéquipier obtient un podium en principauté,. 
Au Mexique, Gerhard Berger part de la première place et termine troisième alors que la monoplace de Senna, en tête de la course pendant les soixante premiers tours, est victime d'une crevaison de son pneu arrière-droit, l'obligeant à s'arrêter à six tours de l'arrivée,.
Les Grands Prix de France et de Grande-Bretagne sont plus délicats pour McLaren, qui subit la loi des Ferrari 641. Senna obtient deux troisièmes places alors que Berger est cinquième sur le circuit Paul-Ricard,. Lors des cinq manches suivantes, le Brésilien obtient trois victoires et deux deuxièmes places tandis que Berger monte à trois reprises sur le podium.
Lors du Grand Prix d'Espagne, Senna ne doit marquer qu'un point pour être sacré champion du monde devant Alain Prost. Élancé depuis la pole position et en lutte contre son rival français jusqu'au cinquante-et-troisième tour, il abandonne sur une défaillance de radiateur, permettant au pilote Ferrari de remporter la course. Trois boucles plus loin, Berger, alors cinquième, s'accroche avec la Williams de Thierry Boutsen en tentant de dépasser et abandonne,.

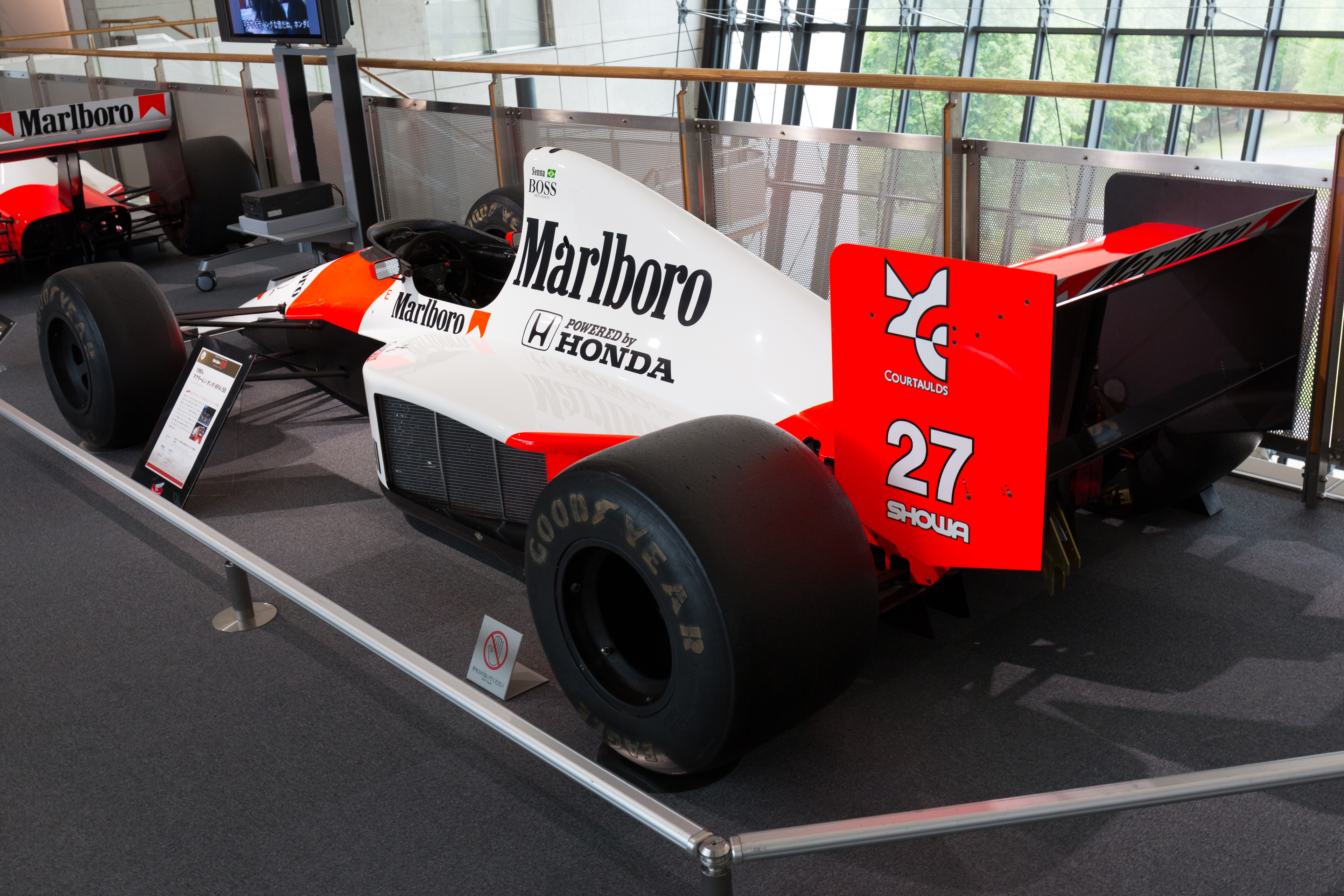
Vue arrière de la McLaren MP4/5B d'Ayrton Senna, exposée au Honda Collection Hall.

Au Japon, avant-dernière manche de la saison, Senna réalise la pole position devant Prost. La première place sur la grille étant du côté sale de la piste, le Brésilien demande que cet emplacement soit changé. Si les organisateurs acceptent sa requête, Jean-Marie Balestre, le président de la Fédération internationale du sport automobile intervient pour l'annuler. Au départ, Prost s'envole et dépasse Senna, qui le percute au premier virage, entraînant leur abandon. Avec neuf points d'avance sur le Français à une manche de la fin du championnat, le Brésilien remporte son deuxième titre de champion du monde alors que McLaren est champion du monde des constructeurs. Si son geste suscite l'incompréhension de la part de la discipline qui regrette que Senna ne soit pas pénalisé, Ron Dennis, le patron de l'écurie, avouant même à son pilote qu'il est déçu de ce comportement, Senna explique : « Aujourd'hui, je suis réellement heureux. Ce titre représente énormément de choses pour moi et pour l'écurie McLaren qui m'a soutenu dans les périodes délicates que j'ai traversées en début d'année. La saison a été longue et difficile, la concurrence redoutable. L'accident ? Ce sont des choses qui arrivent. Nous voulions tous les deux l'emporter, donc nous avons pris des risques. Alain a tout simplement commis une erreur. Par ailleurs, un titre mondial se construit sur l'ensemble d'une saison et non pas sur une course. De toute façon, cet accrochage a remis les choses à leur place par rapport à 1989 ». De son côté, Gerhard Berger, quatrième sur la grille, part en tête-à-queue dès le premier tour,,. 
Un an plus tard, Ayrton Senna avoue que cet accrochage était prémédité : « En 1989, j'ai gagné la course mais on me l'a enlevée. Il va toujours manquer cette victoire à ma carrière. J'ai été empêché d'accéder au podium par Balestre alors que j'avais gagné. Ça, je n'oublierai jamais. Comme résultat de ceci, il y a eu la course de 1990. Le mauvais emplacement de la pole position n'a pas été déplacé par Balestre. J'ai été si frustré que je me suis juré que si, après le départ, je perdais la première place, je tenterais tout au premier virage et que Prost ne passerait pas devant moi. Ça a été le résultat des décisions stupides prises par les politiciens... ».
Lors de la dernière manche de la saison, en Australie, Senna et Berger occupent la première ligne ; le Brésilien abandonne au soixante-et-unième tour de l'épreuve à la suite d'un accident alors qu'il était en tête et l'Autrichien termine quatrième,.
À l'issue du championnat, McLaren Racing est champion du monde des constructeurs avec 121 points. Avec 78 points, Ayrton Senna devient double champion du monde, tandis que Gerhard Berger, détenteur de 43 unités, est quatrième,.

## Résultats en championnat du monde de Formule 1
| Saison | Écurie                 | Moteur    | Pneumatiques | Pilotes        | Courses | Courses | Courses | Courses | Courses | Courses | Courses | Courses | Courses | Courses | Courses | Courses | Courses | Courses | Courses | Courses | Points inscrits | Classement |
| Saison | Écurie                 | Moteur    | Pneumatiques | Pilotes        | 1       | 2       | 3       | 4       | 5       | 6       | 7       | 8       | 9       | 10      | 11      | 12      | 13      | 14      | 15      | 16      | Points inscrits | Classement |
| ------ | ---------------------- | --------- | ------------ | -------------- | ------- | ------- | ------- | ------- | ------- | ------- | ------- | ------- | ------- | ------- | ------- | ------- | ------- | ------- | ------- | ------- | --------------- | ---------- |
| 1990   | Honda Marlboro McLaren | Honda V10 | Goodyear     |                | USA     | BRÉ     | SMR     | MON     | CAN     | MEX     | FRA     | GBR     | ALL     | HON     | BEL     | ITA     | POR     | ESP     | JAP     | AUS     | 121             | Champion   |
| 1990   | Honda Marlboro McLaren | Honda V10 | Goodyear     | Ayrton Senna   | 1er     | 3e      | Abd     | 1er     | 1er     | 20e*    | 3e      | 3e      | 1er     | 2e      | 1er     | 1er     | 2e      | Abd     | Abd     | Abd     | 121             | Champion   |
| 1990   | Honda Marlboro McLaren | Honda V10 | Goodyear     | Gerhard Berger | Abd     | 2e      | 2e      | 3e      | 4e      | 3e      | 5e      | 14e*    | 3e      | 16e*    | 3e      | 3e      | 4e      | Abd     | Abd     | 4e      | 121             | Champion   |

Légende : ici 

* Le pilote n'a pas franchi la ligne d'arrivée mais est classé pour avoir parcouru plus de 90 % de la distance de course.